# Brian Surewood
Brian Surewood (ur. 1 czerwca 1963 w Santa Monica) – amerykański aktor filmów pornograficznych, który wystąpił w ponad 1200 filmach.
W 2003 był nominowany do branżowej nagrody AVN Award dla wykonawcy roku.

## Kariera
Początkowo Surewood pracował w przemyśle filmowym jako montażysta dekoracji do teledysków i reklam.
We wczesnych latach 90. podjął pracę jako model erotyczny dla magazynów takich jak „Cheri”, „High Society”, „Club” i „Swank”.
Zadebiutował przed kamerami jako aktor filmów porno pod koniec 1996 roku, w filmach takich jak Hollywood Hookers i Anal Runaway. Często brał udział w produkcjach gonzo, m.in.: Gang Bang Bitches 14 (1997), Granny's Gang Bang 1 (1999), Extreme Teen 16 (2001) czy Throat Gaggers 3 (2003). W 2005 wystąpił w scenach BDSM dla Kink.com.
Brał też udział w filmach fabularnych, w tym XXX Phoenix Rising (1998) jako zabawny chłopak, przygodowej pornokomedii Sex Commandos (1999) jako generał Buck Warlock, pornokomedii Przygody Mammary’ego Mana i Jugg (The Adventures of Mammary Man and Jugg Woman, 2001) jako Mammary Man, Piromania (Pyromania, 2002) jako Nick Tripolis, pornobaśni o Czerwonym Kapturku Zdemoralizowane opowieści Aurory Snow (Aurora Snow's Perverted Tales (2004) z Aurorą Snow jako Wielki Zły Wilk, Bardzo bardzo zły Święty (Very Very Bad Santa, 2005) z udziałem Rona Jeremy’ego jako Jasper oraz Piratach (Pirates, 2005) jako Gino.

## Życie prywatne
Urodził się w Santa Monica w Kalifornii.
Jego starszy brat Bradley „Brad” (ur. 30 stycznia 1962 w Plainview w stanie Nowy Jork, w hrabstwie Nassau), był tancerzem Chippendales, a w latach 1993–2005 pracował jako gwiazdor filmów dla dorosłych pod pseudonimem Brick Majors, zanim stał się właścicielem Xposed Gentlemen’s Club w Canoga Park w okolicach Los Angeles. Jego młodszy brat (ur. 19 lutego 1971) pod pseudonimem 'Jeremy Iron' także występował w produkcjach porno w latach 1997–2001.
15 lipca 2010 zawarł związek małżeński z Carmen Seguin.

## Problemy z prawem
9 października 2007 Surewood i Armando Gamboa Ayon (wówczas 19–latek) jechali z prędkością 90 km/h do Superior Court na Sherman Way w Van Nuys, w Kalifornii, gdy jeden z samochodów uderzył drugiego i odbił się o zaparkowany samochód, w którym była Syeda Arif  i jej dwoje dzieci – dwumiesięczna córka Ikra i pięcioletni syn Ayman. Nogę poszkodowanej kobiety trzeba było amputować, a jej syn zmarł. Surewood i drugi kierowca zostali aresztowani. Surewood został skazany na 11 lat więzienia w Tehachapi. W kwietniu 2013, po odsiedzeniu pięciu i pół roku, został zwolniony. Po wyjściu z więzienia podjął pracę kierowania ochroną w klubie Xposed Gentlemen’s Club w Los Angeles.

## Nagrody
| Rok  | Nagroda    | Kategoria                              | Film                        | Inni wykonawcy |
| ---- | ---------- | -------------------------------------- | --------------------------- | --- |
| 2001 | AVN Award  | Najlepsza scena seksu analnego – wideo | In the Days of Whore (2000) | Kristy Myst, Anthony Crane, Arnold Schwartzenpecker, Brandon Iron, Dick Nasty, Gino Greco, John Strong, Rod Fontana, Trevor Thompson i Valentino |
| 2001 | XRCO Award | Najlepsza scena seksu grupowego        | In the Days of Whore (2000) | Kristy Myst, Anthony Crane, Arnold Schwartzenpecker, Brandon Iron, Dick Nasty, Gino Greco, John Strong, Rod Fontana, Trevor Thompson i Valentino |
| 2003 | XRCO Award | Niedoceniony szermierz                 | –                           | – |
| 2007 | AVN Award  | Najlepsza scena seksu grupowego – film | Manhunters (2006)           | Jada Fire i Sandra Romain |